# Algemene verkiezingen in Botswana (1989)

De resultaten per kiesdistrict.

De Algemene verkiezingen in Botswana van 1989 vonden op 7 oktober plaats. De verkiezingen werden gewonnen door de Botswana Democratic Party (BDP) die met 32 zetels de grootste partij bleef. Oppositiepartij Botswana National Front (BNF) bleef steken op 2 zetels. De opkomst was 68,2% en lag daarmee ruim 9% lager dan vijf jaar geleden. De winst voor de BDP was vooral te danken aan de oudere bevolking en de bewoners van het platteland die konden rekenen op landbouwsubsidies.

## Nationale Vergadering
Het aantal kiesgerechtigden bedroeg 367.069, waarvan 250.487 (68,2%) hun stem uitbrachten. Naast de 38 verkozenen, werden nog 4 indirect gekozenen aan het parlement toegevoegd.
| Partij                          | Partij                          | Zetels  | %      |
| ------------------------------- | ------------------------------- | ------- | ------ |
|                                 | Botswana Democratic Party       | 31      | 64,84  |
|                                 | Botswana National Front         | 3       | 26,86  |
|                                 | Botswana People's Party         | 0       | 4,36   |
|                                 | Botswana Independence Party     | 0       | 2,48   |
|                                 | Botswana Progressive Union      | 0       | 0,87   |
|                                 | Botswana Freedom Party          | 0       | 0,54   |
|                                 | Botswana Liberal Party          | 0       | 0,87   |
| Partijloos                      | Partijloos                      | 0       | 0,02   |
| Totaal                          | Totaal                          | 38      | 100,00 |
| Geregistreerde kiezers/ opkomst | Geregistreerde kiezers/ opkomst | 367.069 | 68,20  |
| Bron: AED                       |                                 |         |        |

Oppositiepartij BNP claimde onregelmatigheden in het Mochudi-kiesdistrict en de partij werd in het gelijk gesteld door het hooggerechtshof; bij een herverkiezing in juni 1990 wist de BDP echter haar zetel vast te houden.

## Regionale- en gemeenteraadsverkiezingen
Bij de verkiezingen voor regionale volksvertegenwoordigingen en gemeenteraden die op dezelfde dag werden gehouden als de parlementsverkiezingen, bleef oppositiepartij Botswana National Front (BNF) de grootste in de meeste gemeenteraden, waaronder in de hoofdstad Gaborone. Het platteland bleef echter stevig in handen van de BDP.

## Presidentsverkiezingen

### Presidentskandidaten
Op 9 november 1989 stelden de volgende personen zich kandidaat voor het presidentschap:
- Dr. Knight T. Maripe (BPP)
- Dr. Kenneth Koma (BNF)
- Sir Quett K.J. Masire (BDP)[4]

### Uitslag
Sir Quett Masire werd door de nieuwe Nationale Vergadering als president herkozen voor de duur van vijf jaar

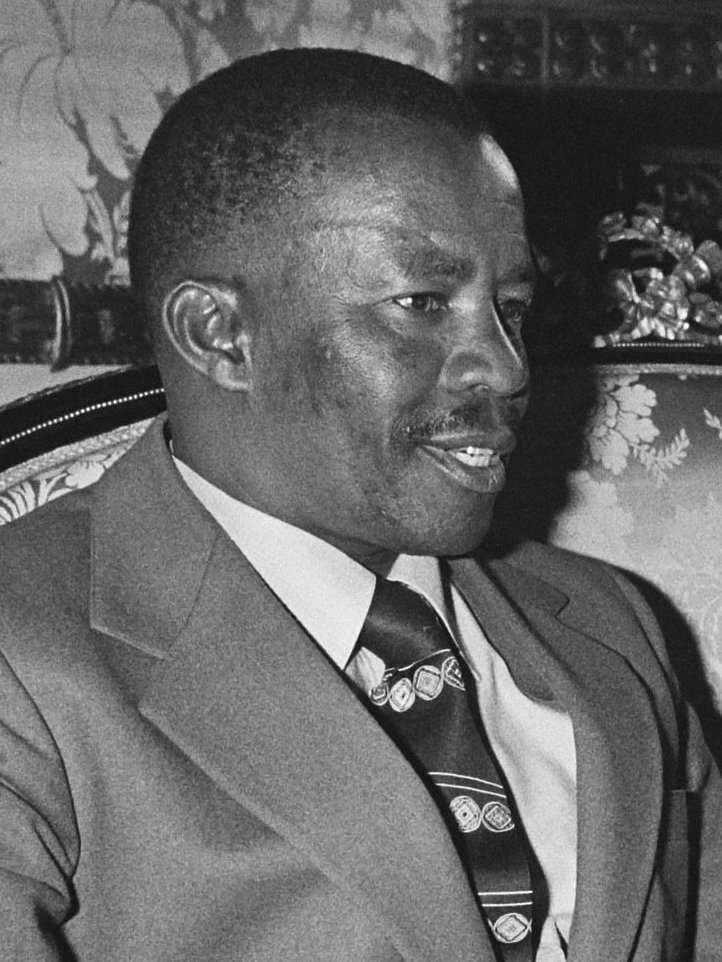
Zittend president Quett Masire werd door de Nationale Vergadering herkozen.

Algemene en regionale verkiezingen: 1965 · 1969 · 1974 · 1979 · 1984 · 1989 · 1994 · 1999 · 2004 · 2009 · 2014 · 2019 ·  2024

Referenda: 1987 · 1997 · 2001
]